# Synchaeta cecilia
Synchaeta cecilia är en hjuldjursart som beskrevs av Rousselet 1902. Synchaeta cecilia ingår i släktet Synchaeta och familjen Synchaetidae. Arten är reproducerande i Sverige. Utöver nominatformen finns också underarten S. c. fusipes.